# فسطاطية (لباس)
الفسطاطيّة هي لباس تقليدي يشبه التنورة، ويشار إليها أيضاً باسم التنورة التي يرتديها رجال من دول عديدة في البلقان (جنوب شرق أوروبا). في العصر الحديث، تعد الفسطاطية جزء من الفساتين الشعبية البلقانية. في اليونان، ترتدي الوحدات العسكرية الاحتفالية نوع قصير من الفسطاطيات، بينما في ألبانيا كان يرتديها الحرس الملكي في فترة ما بين الحربين العالميتين. تدّعي كل من اليونان وألبانيا أن الفسطاطية زي وطني لها. بالإضافة إلى ذلك، يزعم الأرومانيون أن الفسطاطية هي زيهم العرقي.

## المنشأ

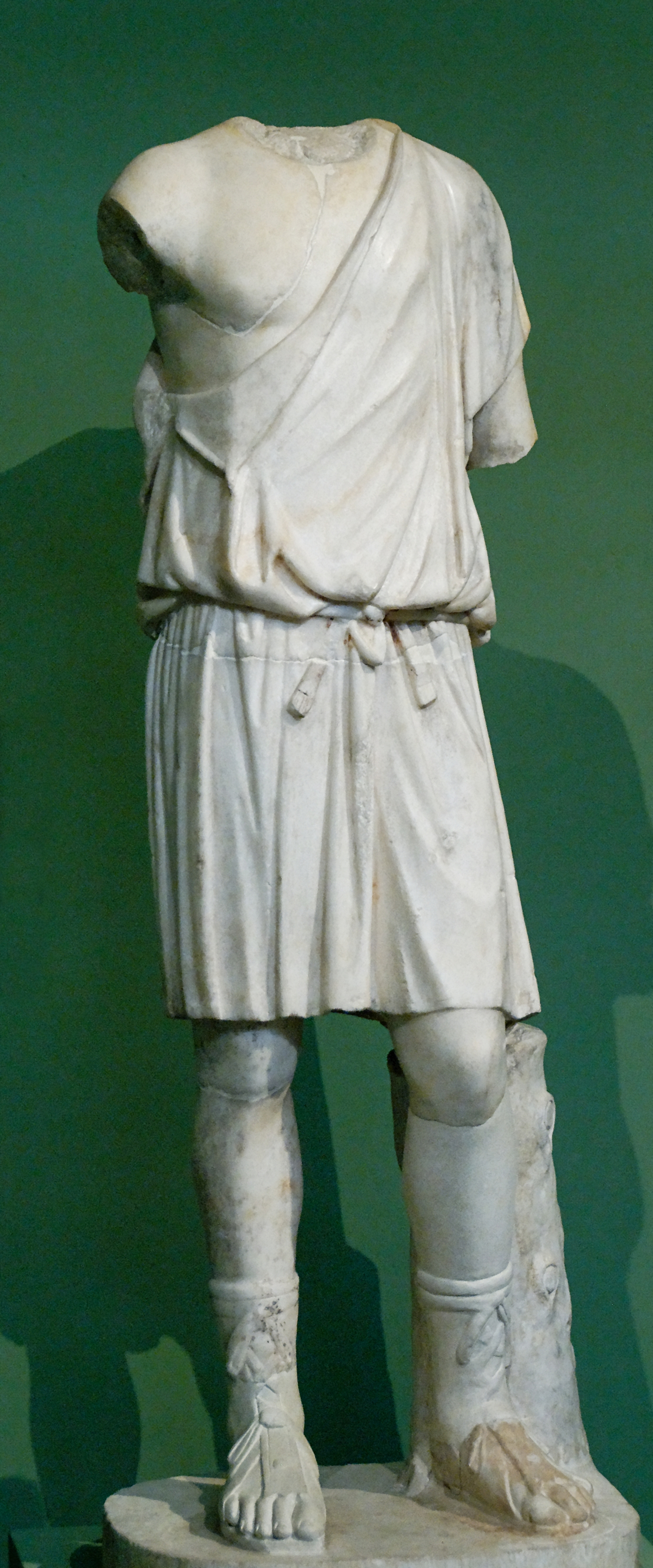
شاب بالخيتون. نسخة رومية عن النسخة الأصلية الإغريقية من القرن الرابع قبل الميلاد.

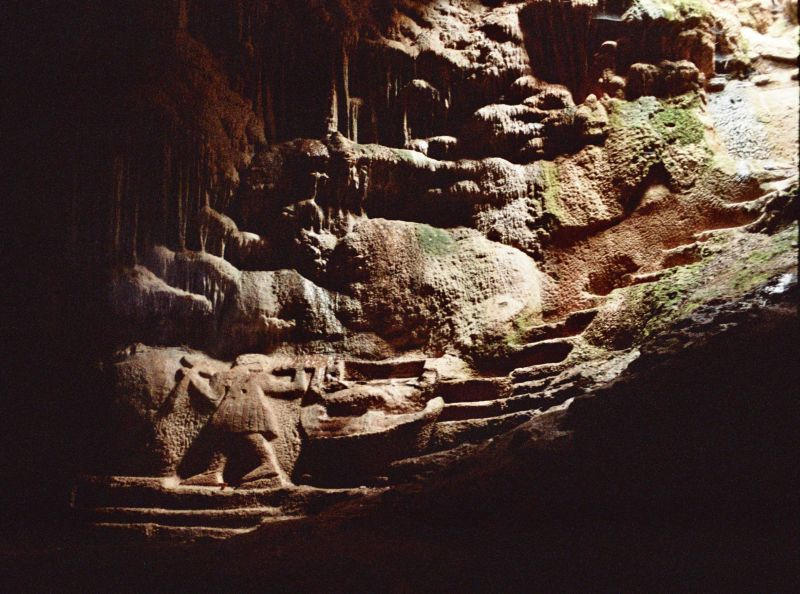
نقش يعود للقرن الخامس قبل الميلاد يصور أرخيديموس المحورن، باني ملاذ كهف فاري في أتيكا في اليونان، مرتدياً ثوباً يشبه الفسطاطية.

يذكر بعض العلماء أن الفسطاطية مشتقة من سلسلة من الملابس الإغريقية القديمة مثل الخيتون (أو الغلالة) والخيتونية (أو الغلالة العسكرية القصيرة). على الرغم من ربط التنورة المطوية بتمثال قديم (القرن الثالث قبل الميلاد) يقع في المنطقة المحيطة بالأكروبول في أثينا، لا توجد ملابس إغريقية قديمة باقية يمكنها تأكيد هذا الارتباط. ومع ذلك، تم اكتشاف تمثال من القرن الخامس قبل الميلاد في كهف فاري في أتيكا، بواسطة تشارلز هيلد ويلر من المدرسة الأمريكية للدراسات الكلاسيكية في أثينا يصور قاطع حجارة، يسمى أرخيديموس المُحَوْرَن، مرتدياً ثوباً يشبه الفسطاطية. ربما أثرت التوجة الرومية أيضاً على تطور الفسطاطية استناداً إلى تماثيل أباطرة الروم الذين يرتدون تنانير مطوية يصل طولها للركبة (في المناطق الباردة، أضيفت المزيد من الطيات لتوفير مزيد من الدفء). تَعتبر الفلكلورية إيوانا بابانتونيو أن الإزار القلطي، كما شاهدته الفيالق الرومية، كان بمثابة نموذج أولي. اعتبر السير آرثر إيفانز أن الفسطاطية الخاصة بالفلّاحات (التي تلبس فوق المئزر السلافي) اللواتي تعشن بالقرب من حدود البوسنة والجبل الأسود الحديثة، اعتبرها عنصر إيليري محفوظ بين السكان المحليين الناطقين باللغة السلافية.
في الإمبراطورية البيزنطية، كانت تُرتدى تنانيرة مطوية تسمى بوديا (podea). كان مرتدي البوديا إما مرتبطاً ببطل نموذجي أو محارب حدود، ويمكن العثور عليه في اكتشافات القرن الثاني عشر المنسوبة إلى الإمبراطور مانويل الأول كومنينوس (1143-1180). على قِطع الفخار البيزنطي، يظهر المحاربون وهم يحملون الأسلحة ومرتدين الفسطاطيات الثقيلة ذات الثنيات، بما في ذلك حامل صولجان مرتدياً منزردة.
في معجم اللاتينية في العصور الوسطى، يشير شارل دو كانج إلى أن الفستانية (قطعة من القماش) نشأت من البالا الرومية. كانت الفستانة القطنية من بين ممتلكات البابا أوربان الخامس (1310-1370).

## التسمية
يعتقد أن الاسم منسوب لمدينة الفسطاط، إحدى ضواحي القاهرة حيث تم تصنيع القماش الفسطاطي.

## معرض صور

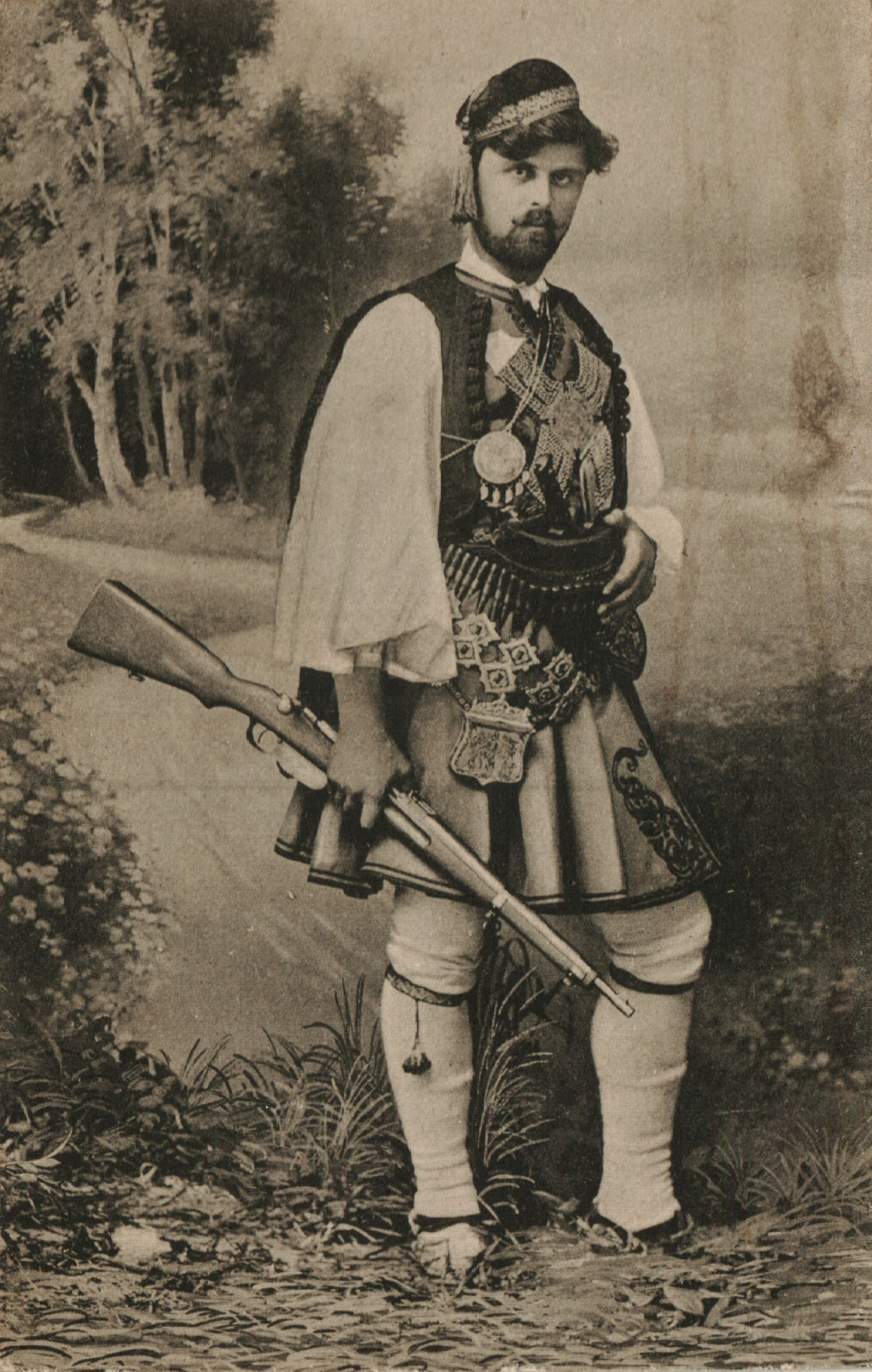
قائد الفرقة الأرومانية الأولى في المنظمة الثورية المقدونية الداخلية.
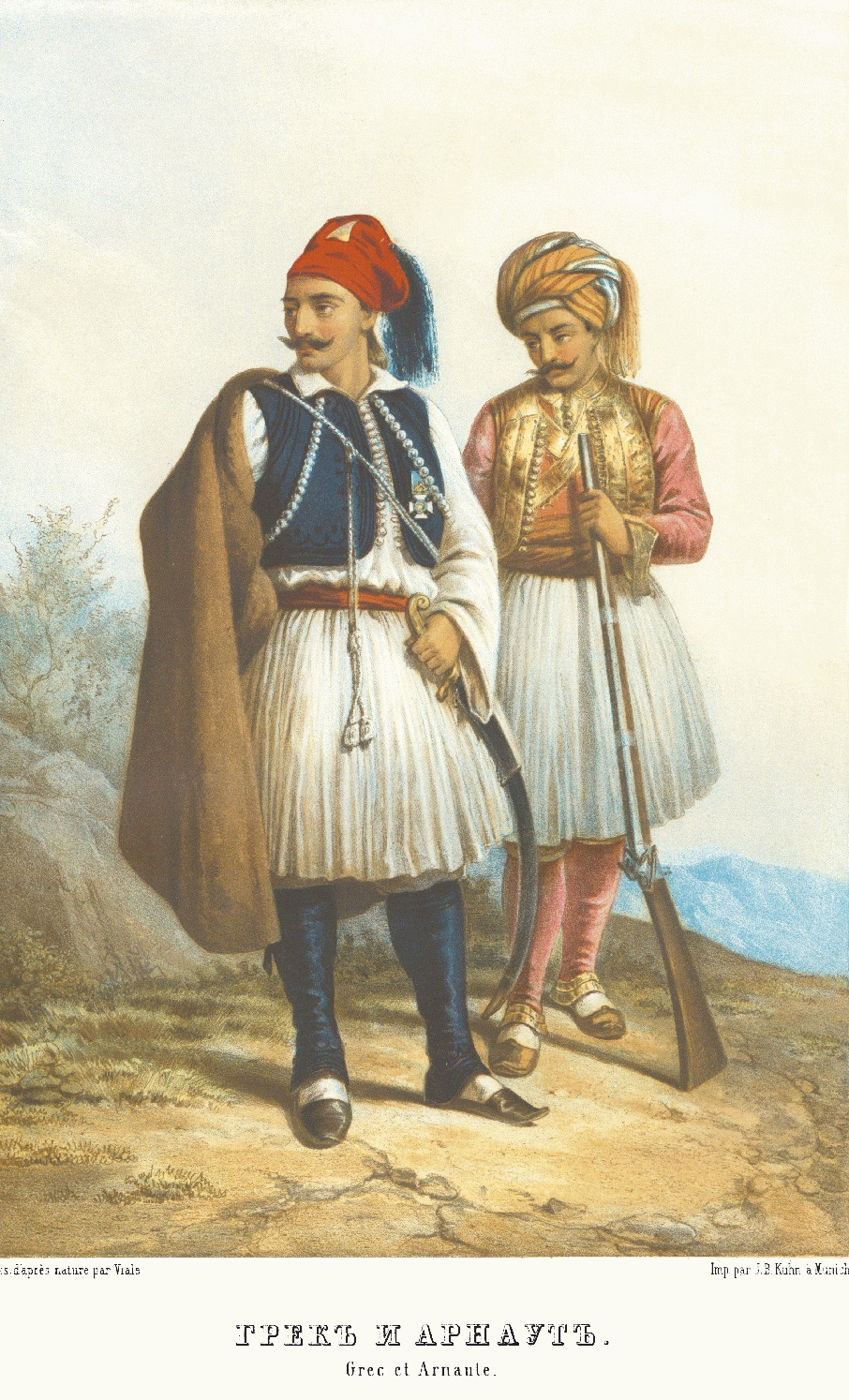
رجل ألباني وآخر يوناني مرتديان الفسطاطية (1862).
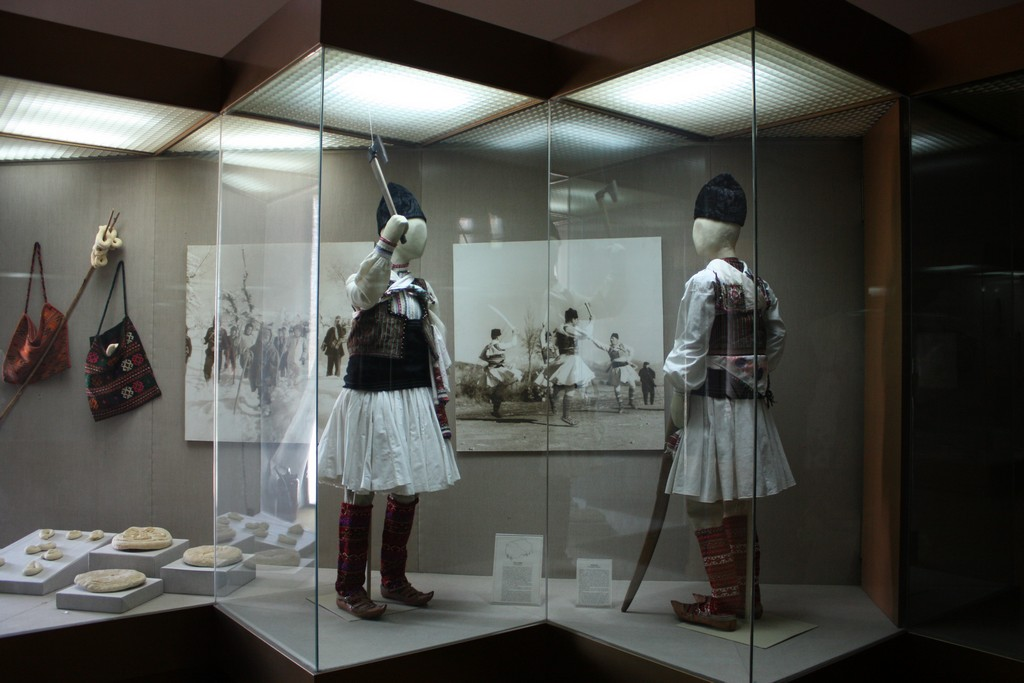
أزياء مقدونية في متحف مقدونيا الشمالية في مدينة إسكوبية.
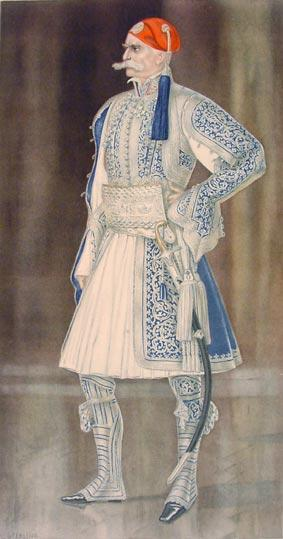
الجنرال اليوناني للكتائب الملكية بالزي الرسمي الكامل (1835).
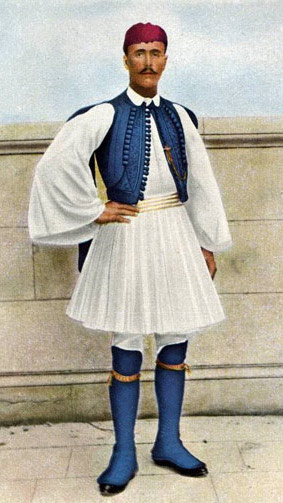
سبيريدون لويس، بطل الماراثون الأولمبي (1896).
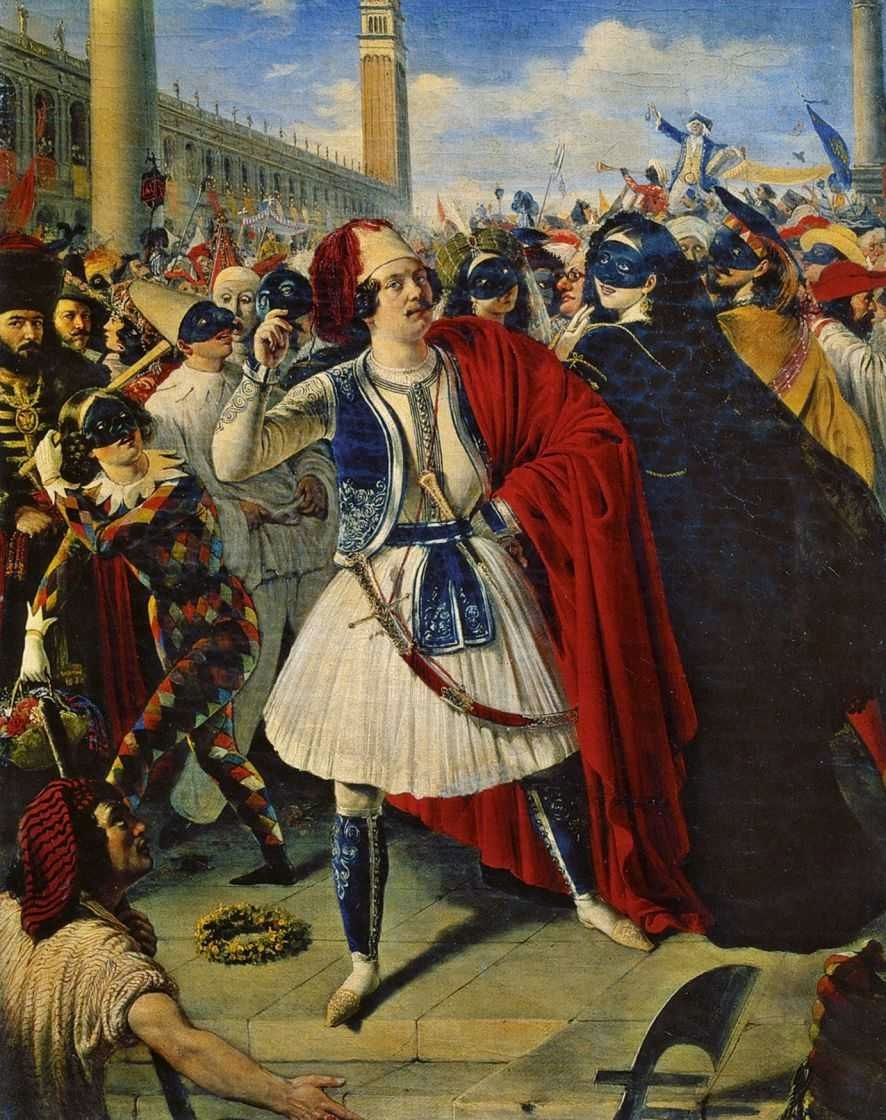
الكرنفال في البندقية، رسمها ميخائيل سكوتي.
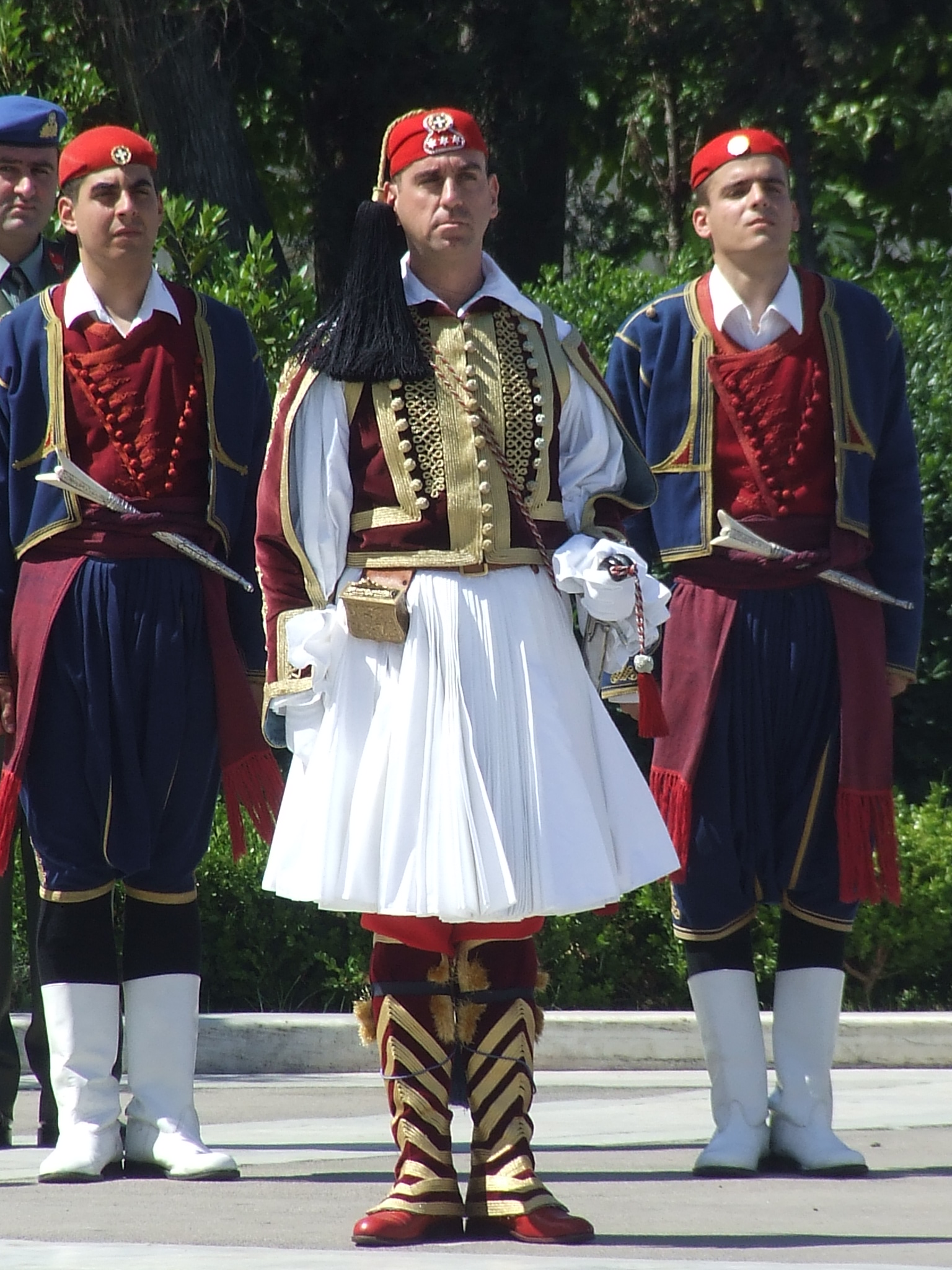
ضابط الحرس الرئاسي اليوناني، أثينة.
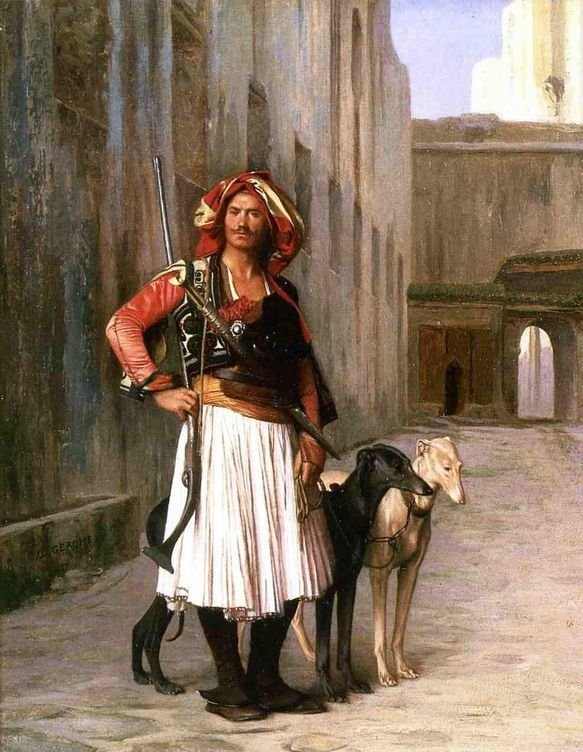
ألباني في القاهرة، رسمها جان ليون جيروم (1880).
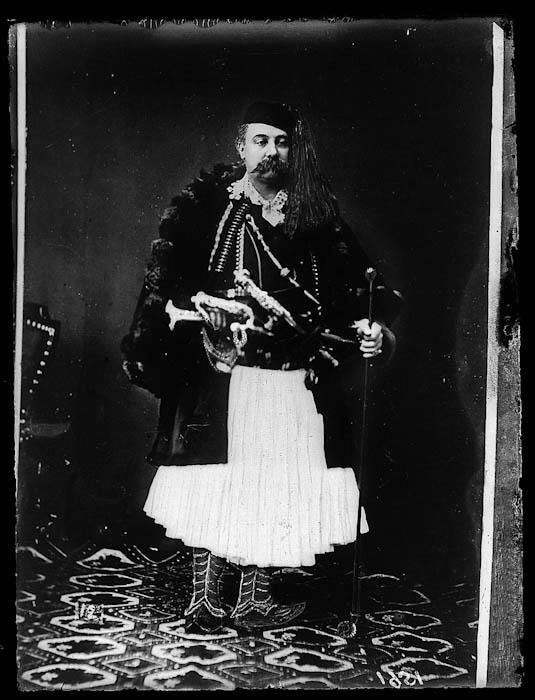
الزعيم الألباني حمزة قزازي (1858).
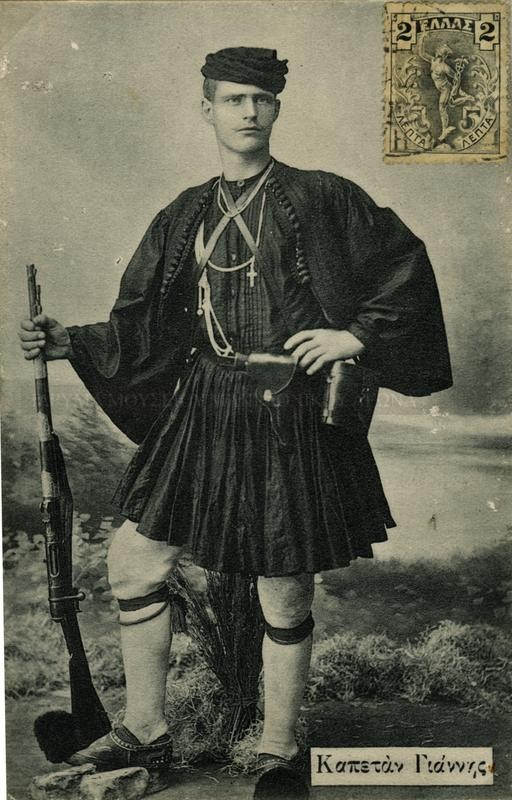
رجل مقدوني يوناني مرتدياً فسطاطية سوداء.
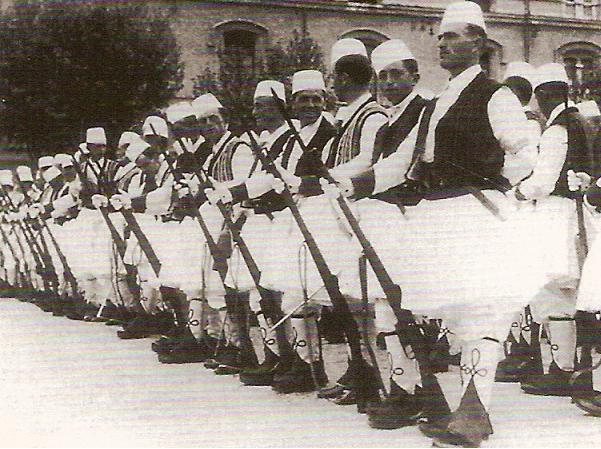
الحرس الملكي الألباني عام 1921.
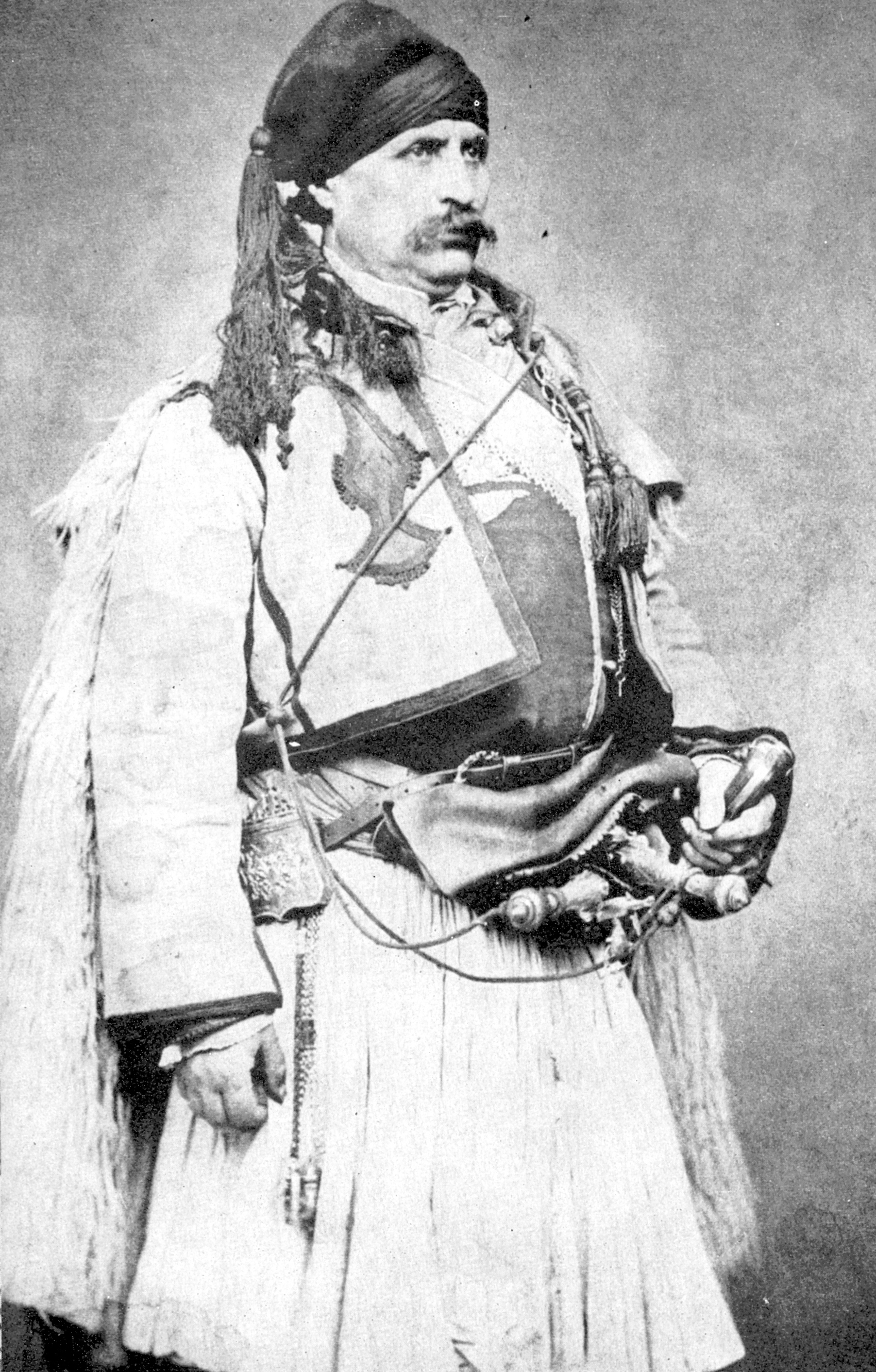
إيليو فويفودا كان ثورياً بلغارياً مقدونياً (1867).
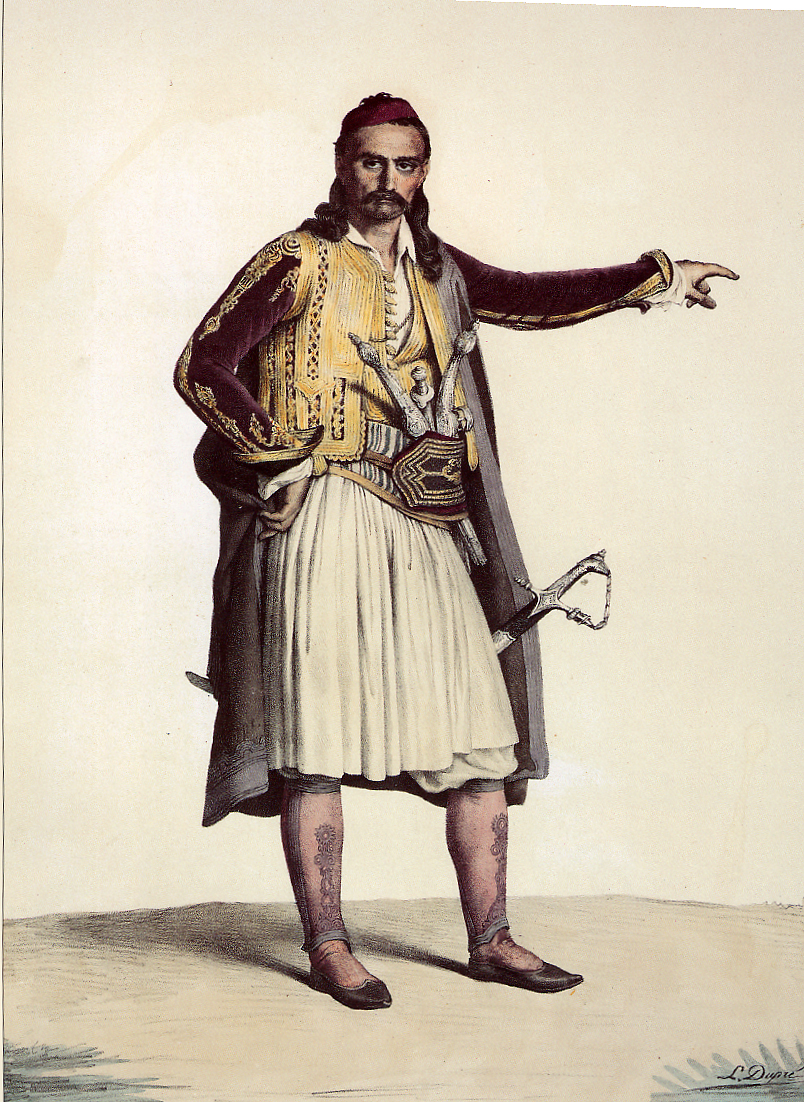
محارب سوليوتي، رسمها لويس دوبريه (1820).
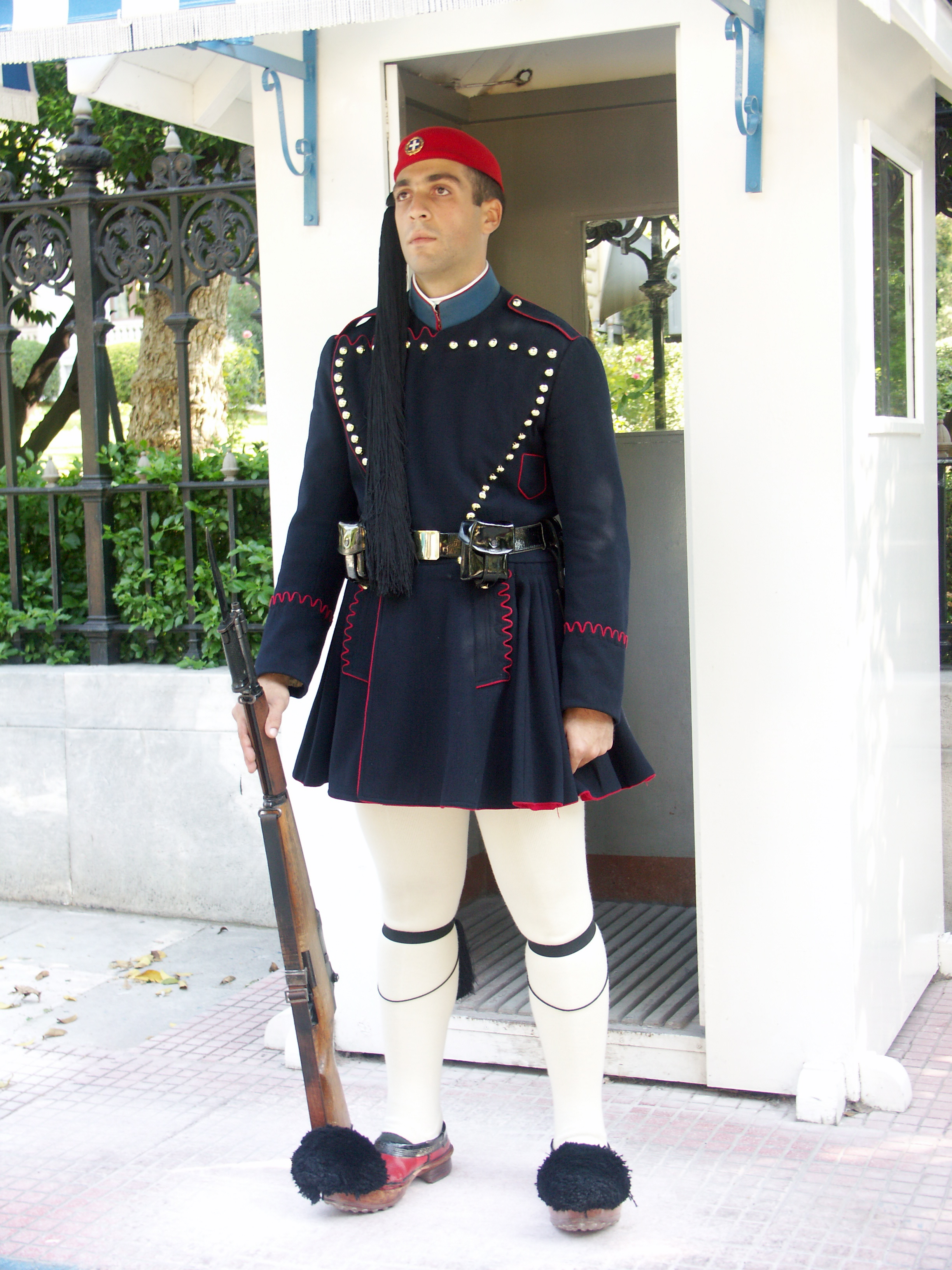
حرس الشرف في قبر الجندي المجهول في ميدان سنتغما في أثينة (2006).
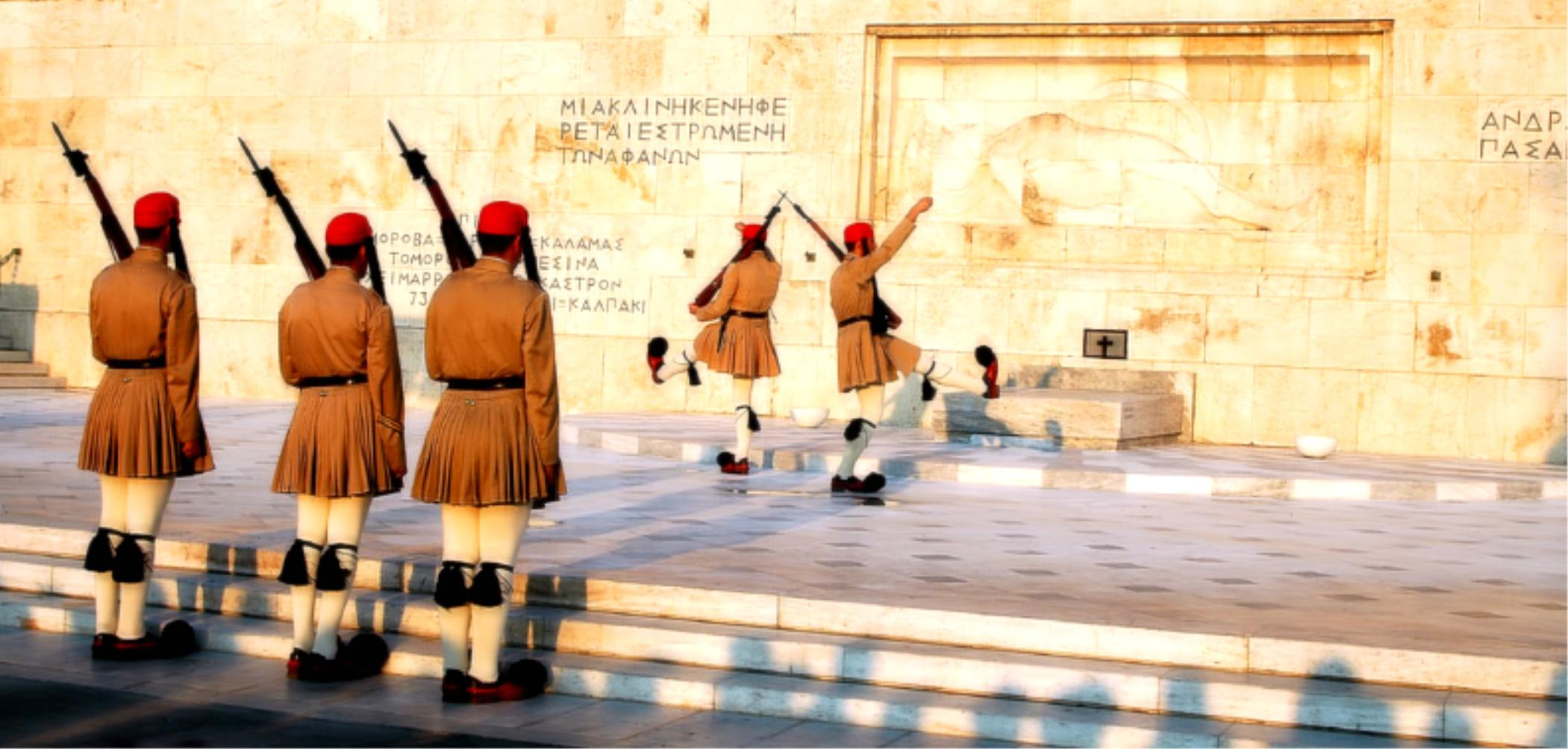
تغيير الحراس في قبر الجندي المجهول (2005).
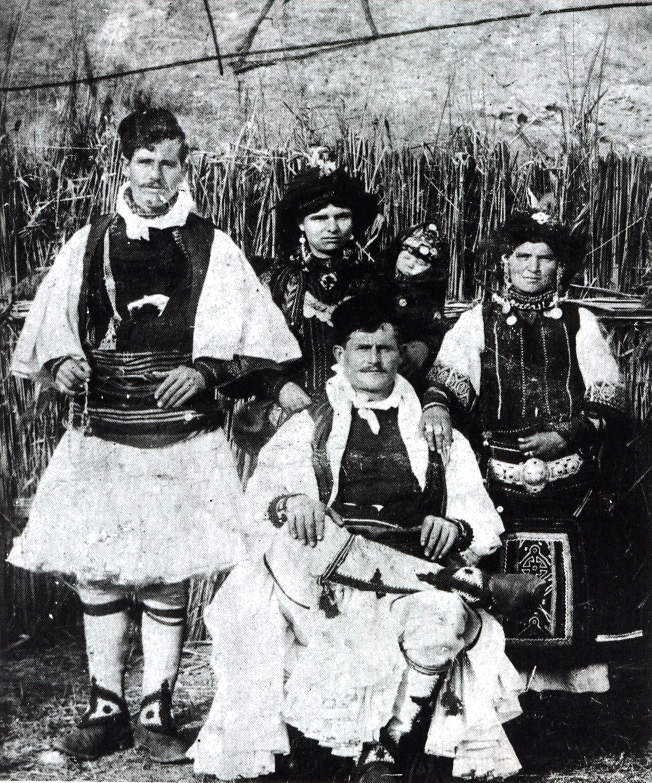
الساركتسانيون في تراقيا (1938).
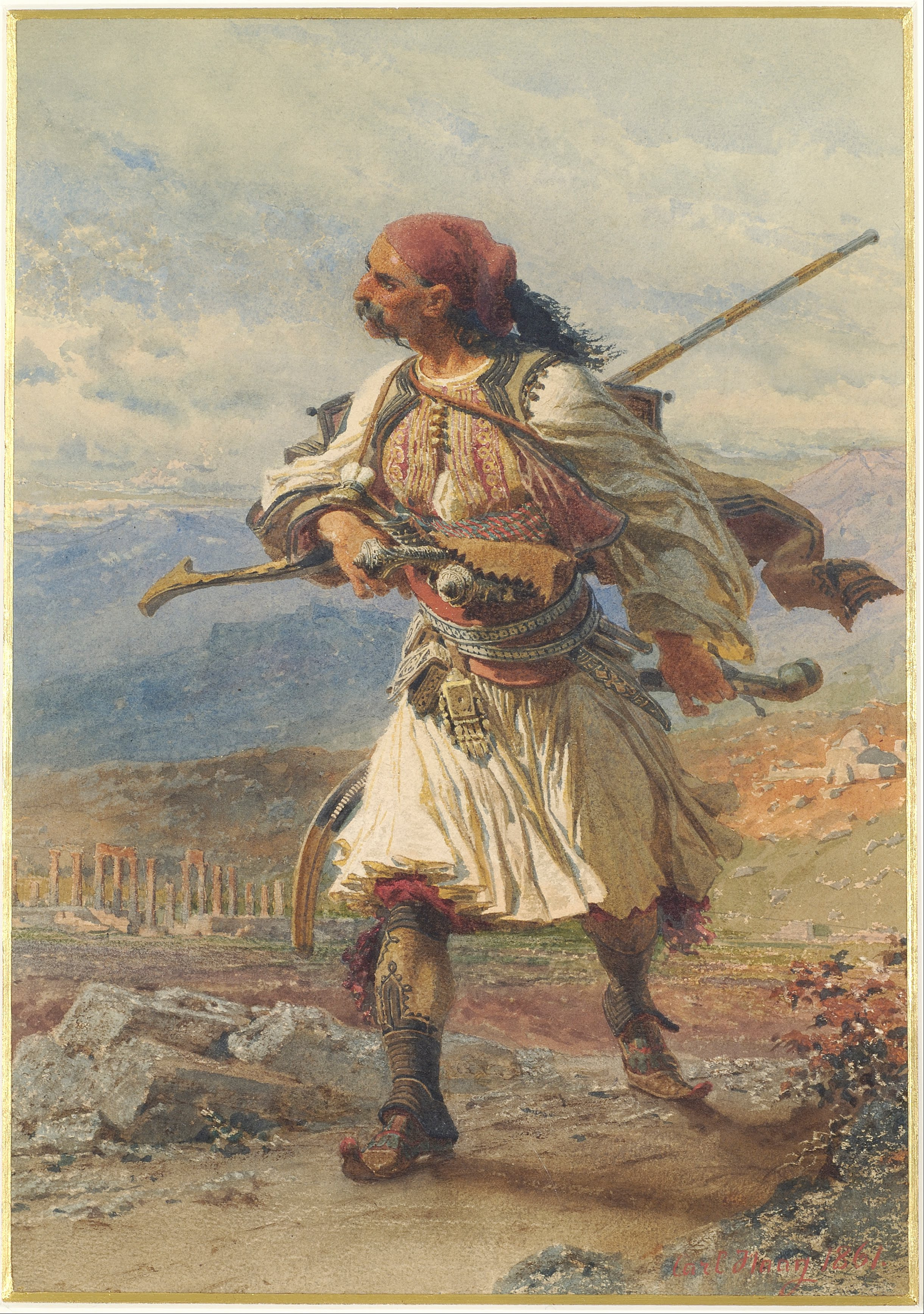
محارب يوناني، رسمها كارل هاغ (1861).
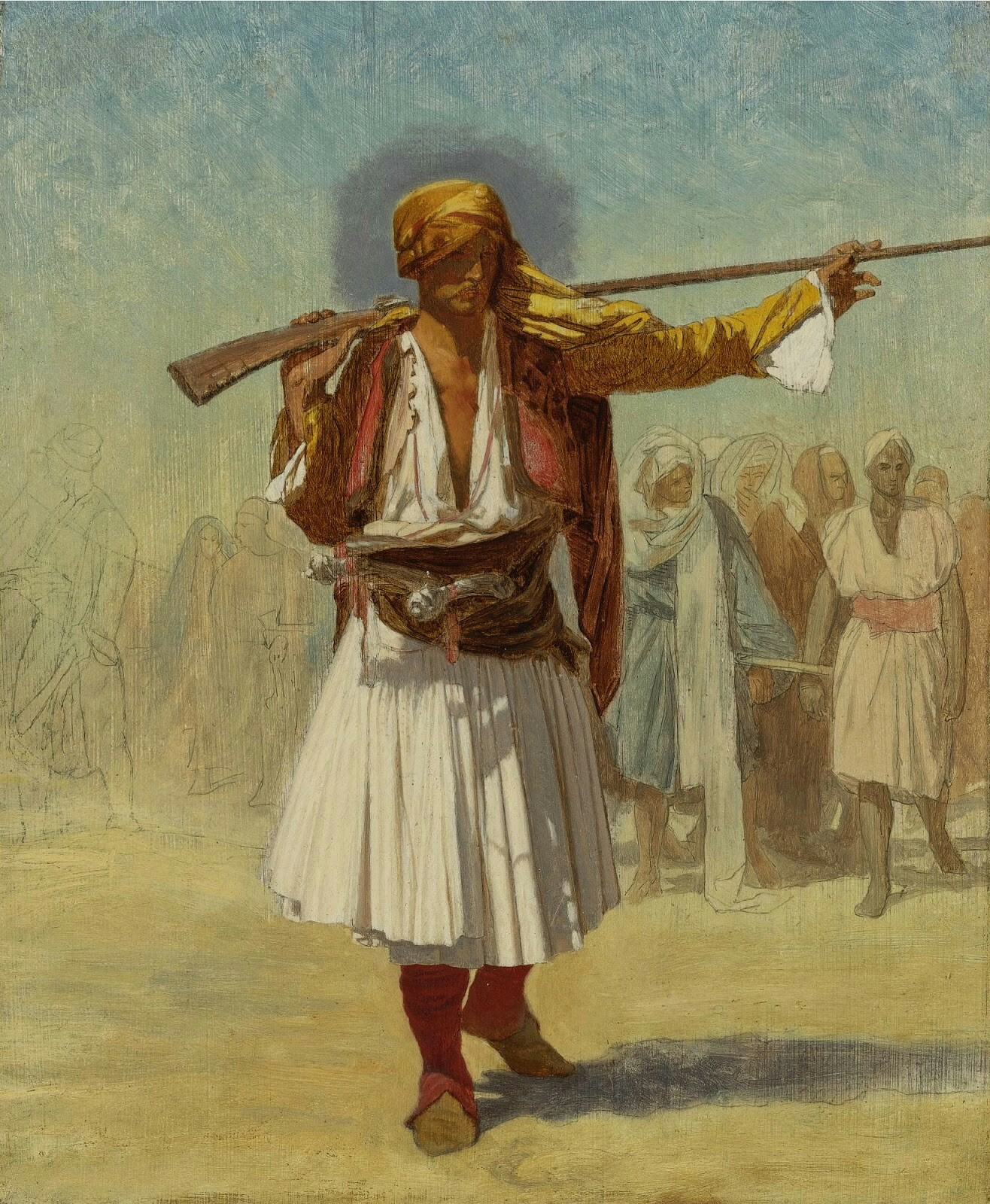
ضابط ألباني، رسمها جان ليون جيروم، (1894).

## طالع المزيد
- إزار اسكتلندي

## روابط خارجية
- Dictionary.com – "Fustanella"
- The Fustanella in Greece